# Отбеткин, Павел Владимирович
Отбе́ткин Па́вел Владимирович (род. 26 июля 1979 года, Москва, СССР) — российский спортсмен, специализирующийся в нескольких дисциплинах ездового спорта: скутере и скиджоринге, председатель спортивного комитета и первый вице-президент Федерации ездового спорта России (2017-2024), вице-президент по спорту Европейской ассоциации ездового спорта (2021-2022), чемпион мира и чемпион Европы по ездовому спорту, мастер спорта международного класса по ездовому спорту.

## Биография
Павел родился в Москве. В детстве был отдан отцом в лыжную секцию, со временем Павел перешел в клуб спортивного ориентирования «Искатель» и стал кандидатом в мастера спорта по этому виду спорта.
В ездовой спорт попал случайно. В 2008 году завел собаку породы аляскинский маламут, позднее узнал о том, что существует такое направление ездового спорта, как скиджоринг. Аляскинский маламут Хаку (так Павел назвал своего питомца) стал надежным партнером в спорте, за высокие скорости, не свойственные тяжеловесной породе, Хаку прозвали «летающим маламутом». В 2014 году Павел и Хаку стали чемпионами мира по скиджорингу (по версии WSA).
В 2012 году Павел завел щенка ездового метиса. Именно благодаря ему Павел занял четвёртое место в мировом рейтинге спортсменов в классе DS1 Open по версии IFSS.
С 2011 по 2016 годы Павел являлся президентом и главным тренером спортивного клуба «Снежные псы».
В 2014 году Павел создал команду по организации соревнований по ездовому спорту #SLEDDOGPARTY. В настоящее время команда работает над несколькими проектами:
- Русский север (формат: снежные виды, средние дистанции)
- Ночная гонка (формат: снежные виды, спринт)
- Весенний драйв (формат: бесснежные индивидуальные виды, спринт)
- Осенний драйв (формат: бесснежные виды, спринт)
- Берингия.Авача (формат: снежные виды, средние дистанции)
- Сильные духом (формат: снежные виды, средние дистанции)

В июне 2017 года Павел был назначен вице-президентом по спорту и председателем спортивного комитета Федерации ездового спорта России. В мае 2024 года покинул пост.
В феврале 2021 года Павел получил звание мастера спорта России международного класса по ездовому спорту.
В ноябре 2021 года Павел назначен на должность вице-президента по спорту Европейской ассоциации ездового спорта.
В сентябре 2024 года стал президентом МФСОО "Федерация развития ездового спорта".

## Награды
- Победитель Кубка России в 2022 году (дисциплина: скутер 1 собака)[9]
- Победитель Кубка мира IFSS в сезоне 2019-2020 гг. (дисциплина: скутер 2 собаки)[10].
- Чемпион Европы по ездовому спорту по версии FISTC[11] в 2016 году
- Серебряный призёр Чемпионата Европы по ездовому спорту по версии WSA[12] в 2016 году
- Чемпион мира по ездовому спорту по версии WSA[12] в 2014 году
- Серебряный призёр Чемпионата мира по ездовому спорту по версии WSA[12] в 2012 году
- Серебряный призёр Чемпионата Европы по ездовому спорту по версии WSA[12] в 2011 году
- Бронзовый призёр Чемпионата мира по ездовому спорту по версии WSA[12] в 2010 году